# Къде се крие истината
„Къде се крие истината“ (на английски: Where the Truth Lies) е канадски филм от 2005 година, криминална драма на режисьора Атом Егоян по негов собствен сценарий, базиран на едноименния роман от 2003 година на Рупърт Холмс.
В центъра на сюжета е млада и амбициозна журналистка през 70-те години, която се опитва да интервюира двама известни през 50-те години телевизионни знаменитости и да научи повече за открития някога в хотелския им апартамент труп на млада жена. Главните роли се изпълняват от Кевин Бейкън, Колин Фърт и Алисън Ломан.
„Къде се крие истината“ е номиниран за наградата „Златна палма“.